# Vilanova de la Muga

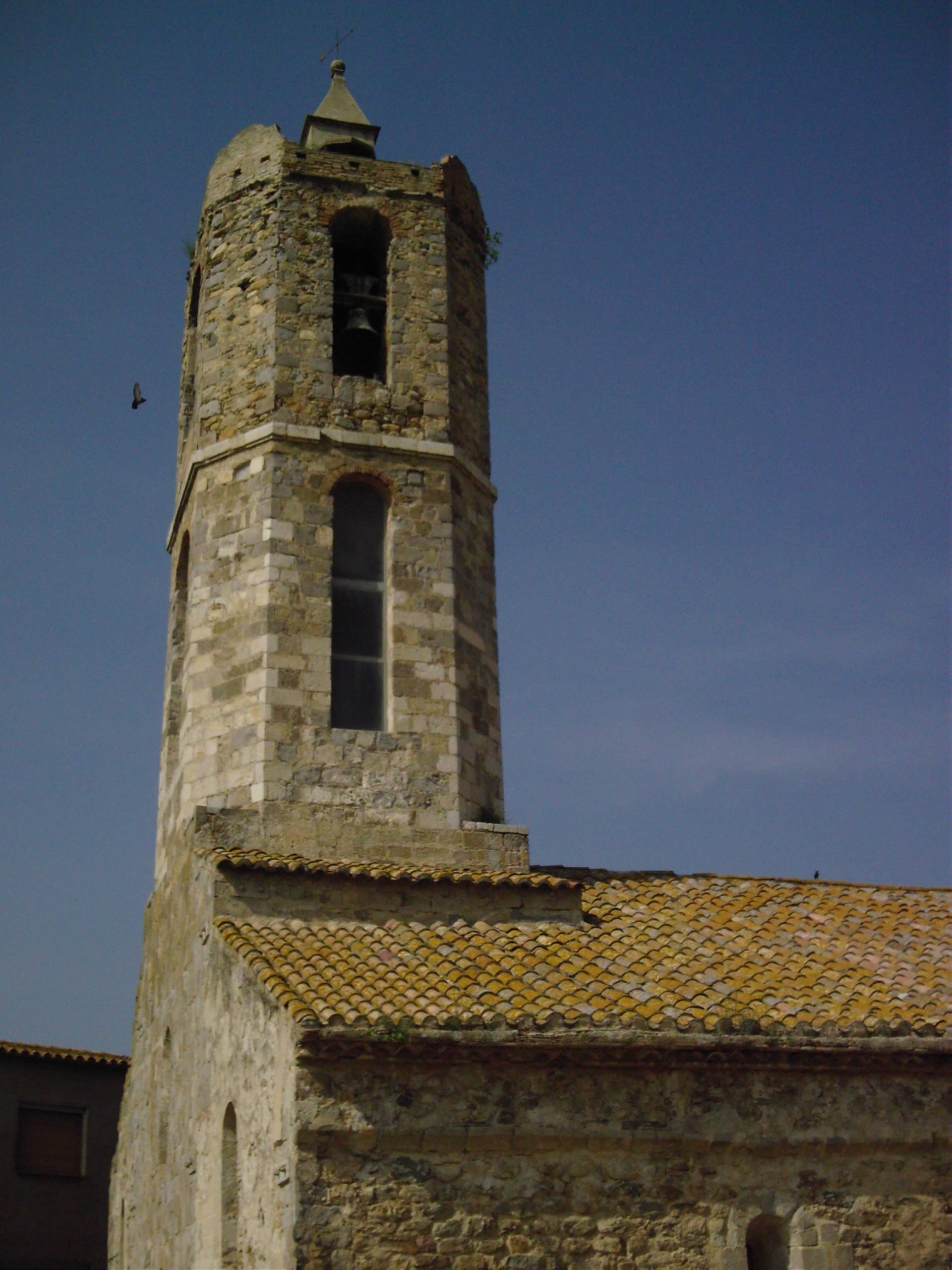
Campanar de Santa Eulàlia de Vilanova de la Muga

Vilanova de la Muga és un poble de 231 habitants (2005) del municipi de Peralada, a la comarca catalana de l'Alt Empordà.
Fins al 1974 va ser municipi independent, després d'haver incorporat, el 1846, el Puig Barutell i Sant Joan Sescloses. A partir de 1974 forma part del municipi de Peralada.

## L'església de Santa Eulàlia
L'església de Santa Eulàlia sembla estar construïda a mitjans del segle xi. D'aquesta època només en resten les naus laterals i l'absis. Els murs no tenen cap mena de decoració llombarda.
Pel que fa a la nau central i el seu absis, sembla que van tenir una reconstrucció important a finals del segle xii o principis del XII. Les naus es comuniquen per tres arcs.
Les naus laterals tenen voltes en quart de cercle, mentre que les de l'absidiola els tenen en quart d'esfera.
Al mur que dona a la cara oest, es troba una petita làpida tallada en pedra calcària, que contindria els ossos d'un nen. Havia estatjat un interessant sepulcre d'un cavaller anomenat Asbert (+1313) de la família Trilla originària del lloc.
L'absis central està ple de frescos que daten del segle xiii i que han sigut restaurats posteriorment.

El mur està dividit en tres parts: a la part superior, la vida pública de Jesús; al centre, motius ornamentals, i a la part inferior, representacions de cortines.

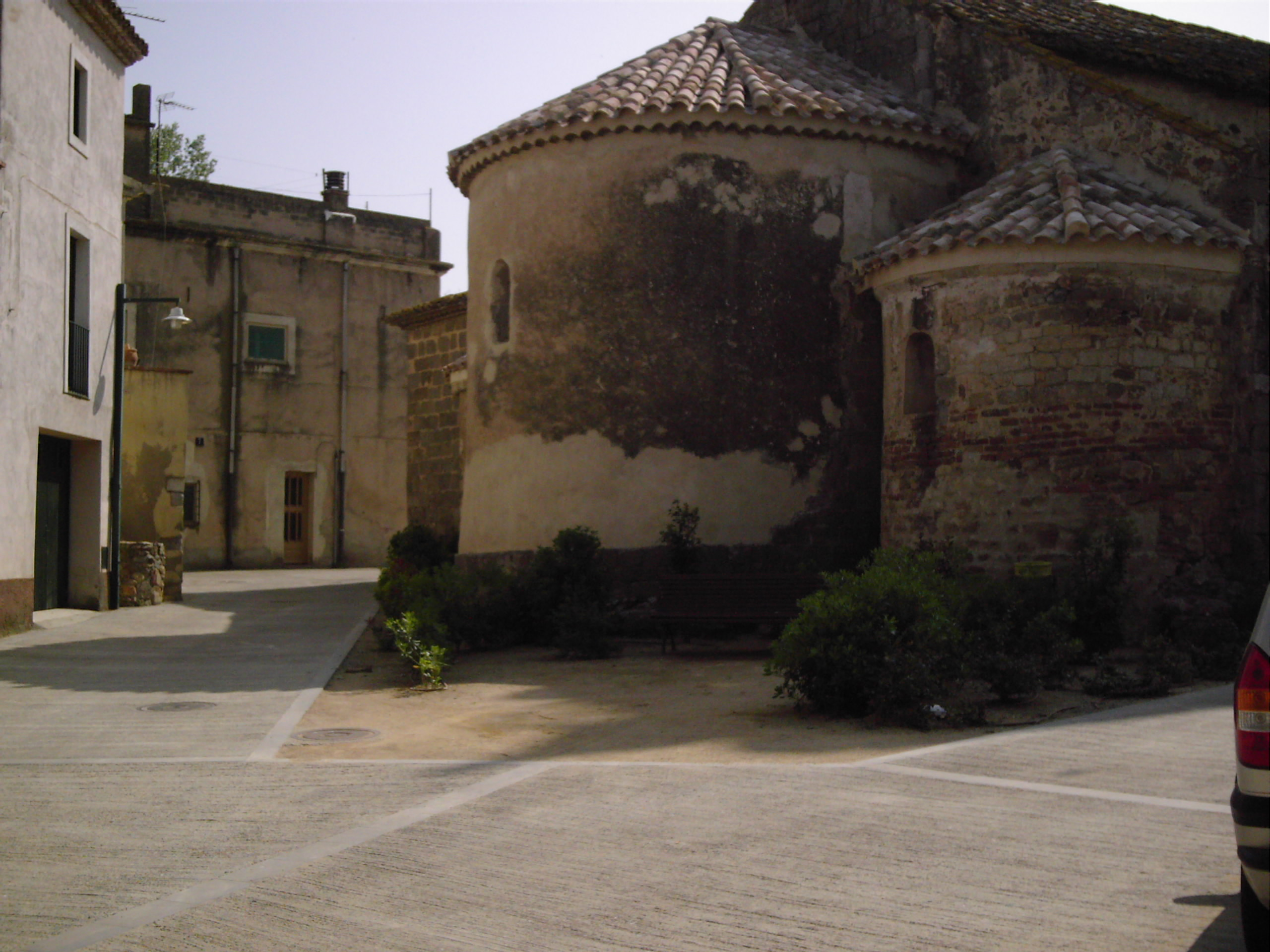
Absis
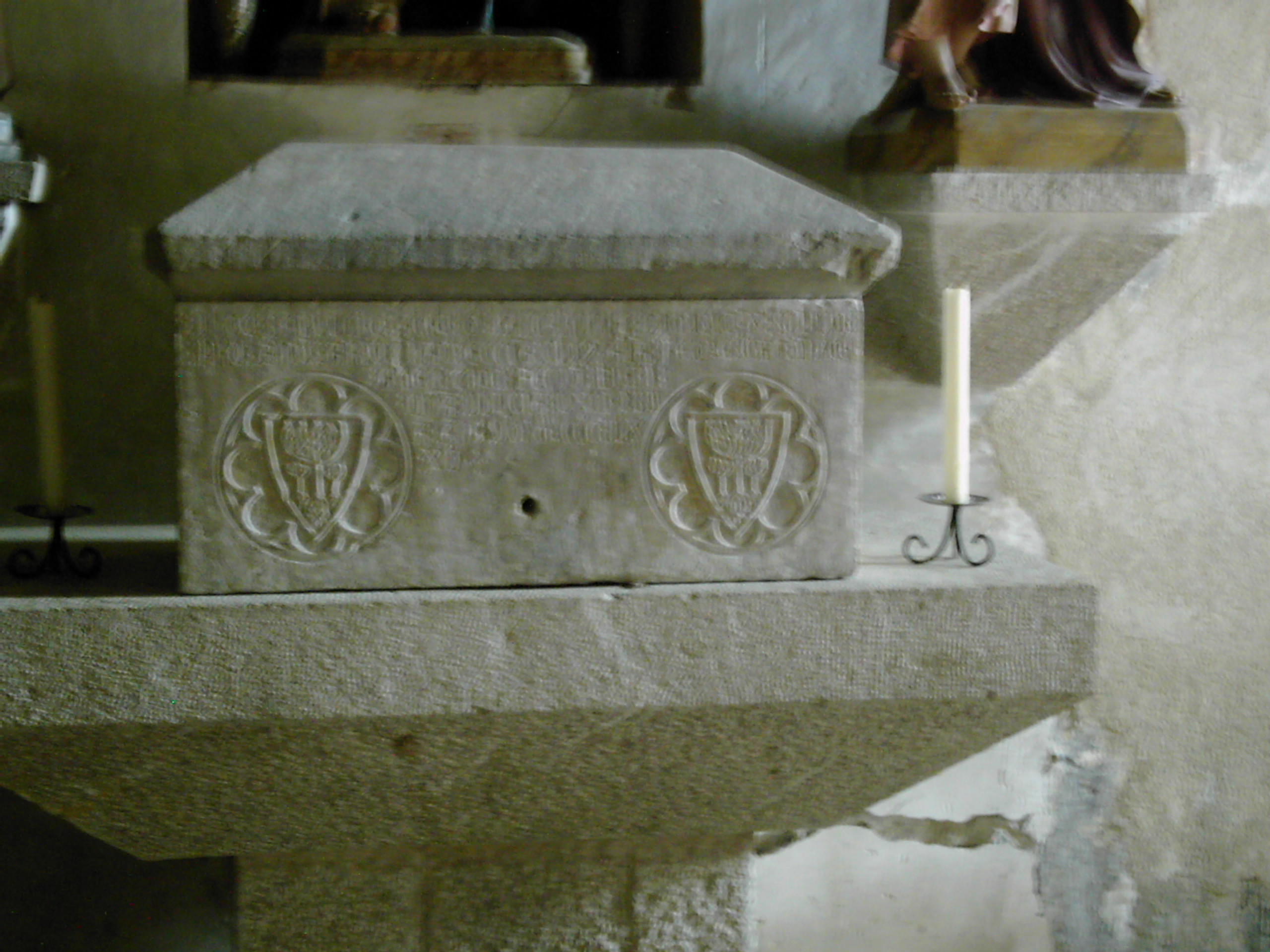
Làpida
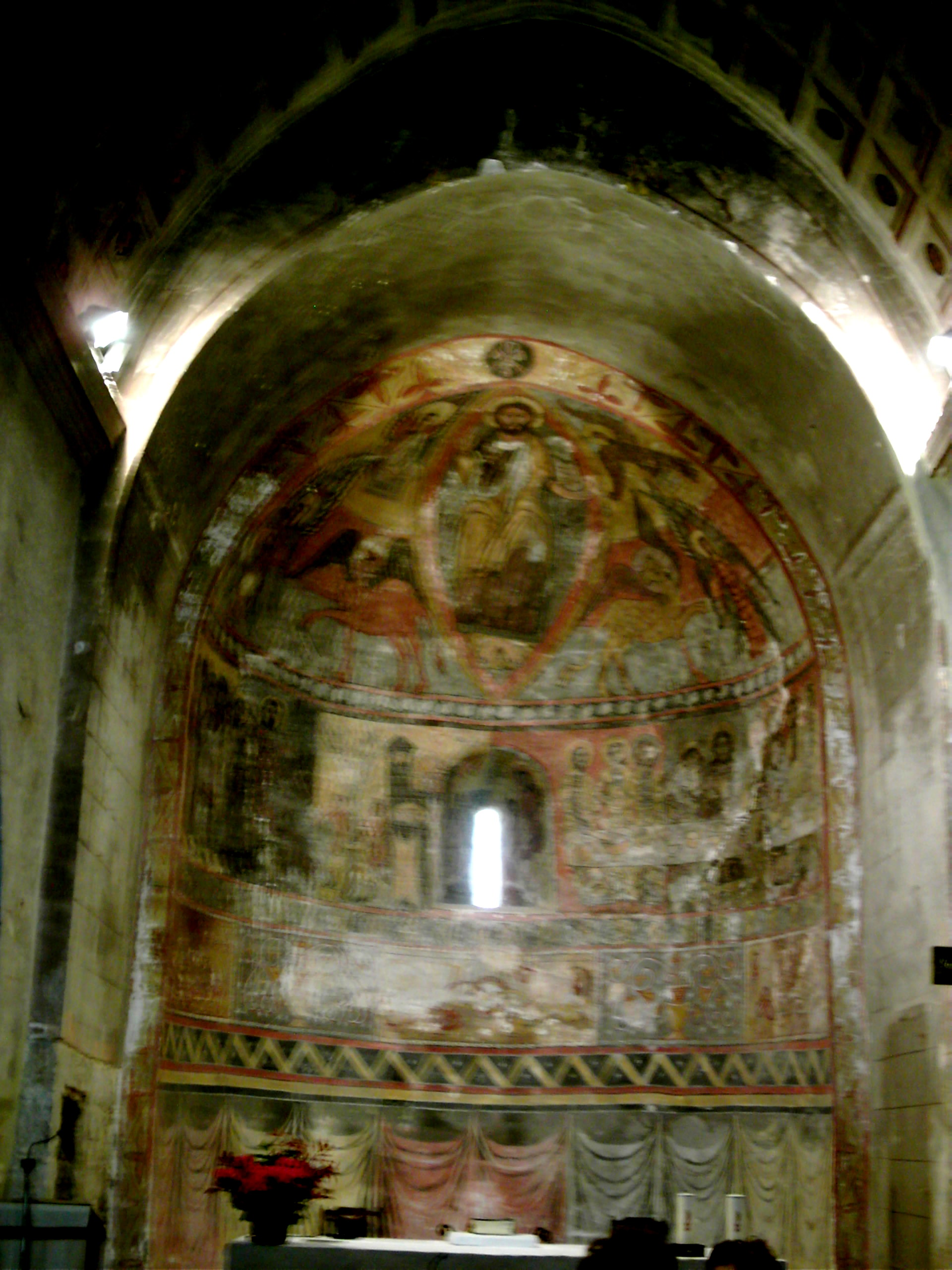
Capçalera de l'església
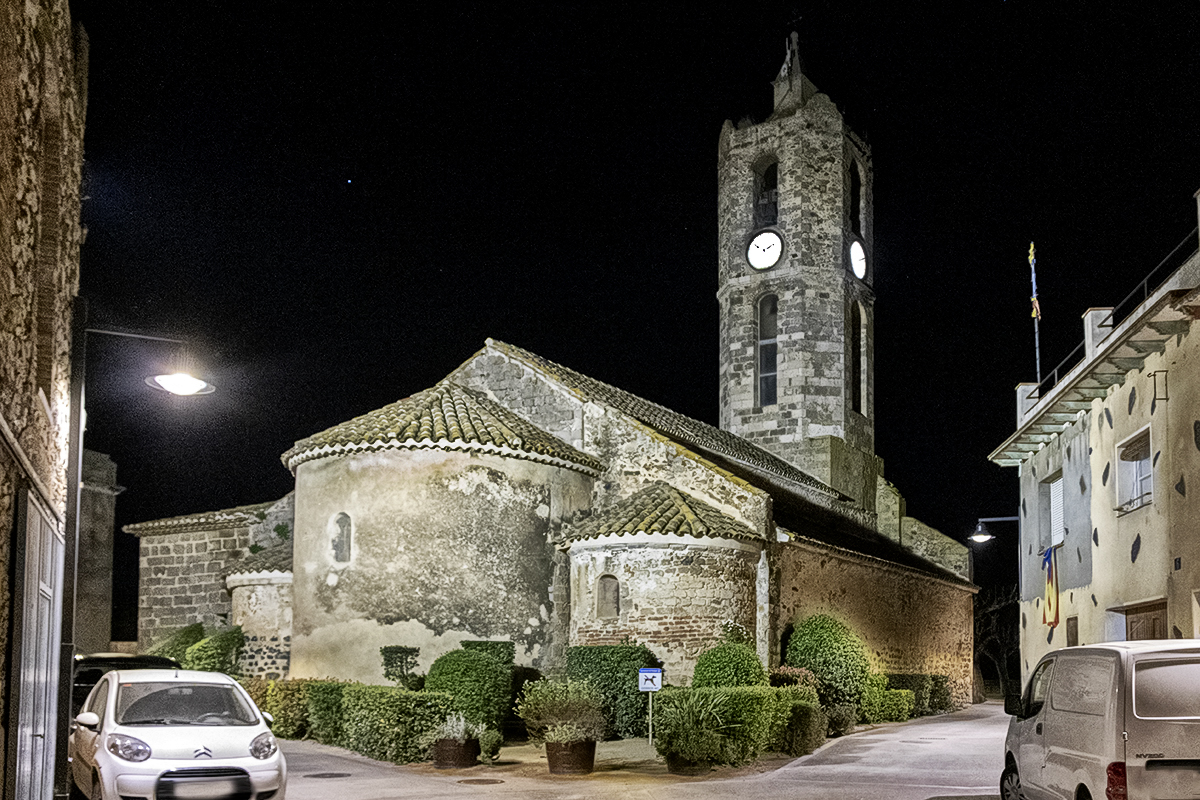
Visió nocturna de l'església